# Quinto Bevilacqua
Quinto Bevilacqua (Molinella, 16 aprile 1916 – Torino, 5 aprile 1944) è stato un partigiano italiano, Medaglia d'Argento al valor militare alla memoria.

## Biografia
Di famiglia socialista che rifiutò di aderire al Fascismo, nel 1925 deve lasciare Marmorta e viene confinato con la famiglia a Bologna. Nei mesi successivi, poco alla volta, i sei fratelli Bevilacqua raggiungono Torino, dove trovano lavoro come mosaicisti. Quinto alla sera frequenta le Scuole Operaie San Carlo, per imparare a fare il disegnatore.
Allo scoppio della seconda guerra mondiale è richiamato come artigliere. Nel 1942 sposa una sua compaesana, Marcella Calzolari. Dopo l'8 settembre 1943, rientra a Torino, entrando in contatto con la resistenza di orientamento socialista. Divenuto Segretario Provinciale del Partito Socialista Italiano clandestino, il 31 marzo 1944 viene arrestato dai nazifascisti, insieme agli altri membri del Comitato Militare del Comitato di Liberazione Nazionale piemontese.
Sommariamente processati e condannati a morte, all'alba del 5 aprile, Bevilacqua e i suoi compagni vengono fucilati alla schiena, come segno di estremo disprezzo, al Poligono di tiro Martinetto (Sacrario del Martinetto) di Torino.
Decorato con la Medaglia d'Argento al valor militare alla memoria, a Torino gli è stata intitolata una via e gli è stata dedicata una targa in Corso regina Margherita. È ricordato nel Sacrario dei partigiani di Piazza Nettuno a Bologna.
Le sue ultime lettere, ai genitori e al fratello, sono state pubblicate nell'archivio delle Ultime lettere di condannati a morte e di deportati della Resistenza italiana dell'INSMLI.